# محاصره پیروزشاپور
محاصره پیروزشاپور اشاره به جنگی بین امپراتوری روم و شاهنشاهی ساسانی دارد که در آن در آوریل ۳۶۳ ژولیان امپراتور روم شهر پیروزشاپور را به محاصره خود درآورد.

## پیش‌زمینه
امپراتور ژولیان پس از رسیدگی به امورات سیاسی در قسطنطنیه، لشگری متشکل ۹۵٬۰۰۰ نفر را در انطاکیه به منظور حمله به شاهنشاهی ساسانی گردهم آورد. به محض رسیدن او به حران، ژنرال‌های خود سباستین و پروکوپیوس را با ۳۰٬۰۰۰ نفر به ارمنستان فرستاد تا با لشکر شاه ترام که متشکل از ۲۴٬۰۰۰ نفر بود متحد شوند.

## محاصره
در همین اوقات، ژولیان لشکر خود را به پیروزشاپور برد و شهر را تحت محاصره خود قرار داد. شهر پس از دو روز سقوط کرد. ژولیان شهر را پس از تسخیر، به آتش کشید. ارتش روم پس از این پیروزی به طرف تیسپون حرکت کرد و در بین راه Bithra, Diacira و Ozogardana را تاراج کرد.